# Storia della bicicletta
La storia della bicicletta riguarda due secoli di sviluppo del mezzo di trasporto.
Fin dal 1990 la ICHC (Conferenza internazionale sulla storia del ciclismo) si riunisce ogni anno in un paese differente con lo scopo di offrire uno spazio per condividere idee e risultati di ricerche scientifiche sulla storia della bicicletta e del ciclismo. La ICHC ha permesso di riconciliare molte delle idee riguardanti la storia della bicicletta, che erano state per la maggior parte sbagliate e influenzate da nazionalismi, smontando così alcuni miti sviluppatisi intorno alla sua nascita. La ICHC come sua nascita considera l'applicazione del principio del veicolo a due ruote che è la base del ciclismo (e del motociclismo).
Le invenzioni applicate alla bicicletta che hanno avuto successo sono state il risultato di precedenti idee ed esperimenti per cui difficilmente è possibile associare a un determinato progetto una precisa data storica e un particolare inventore. In qualche caso è stato messo in discussione il valore storico di alcune invenzioni perché ottennero importanza solo dopo: infatti, invece di rappresentare un punto di svolta inequivocabile nella storia della bicicletta, la loro innovazione fu presto dimenticata senza poter lasciare un segno permanente.

## La draisina

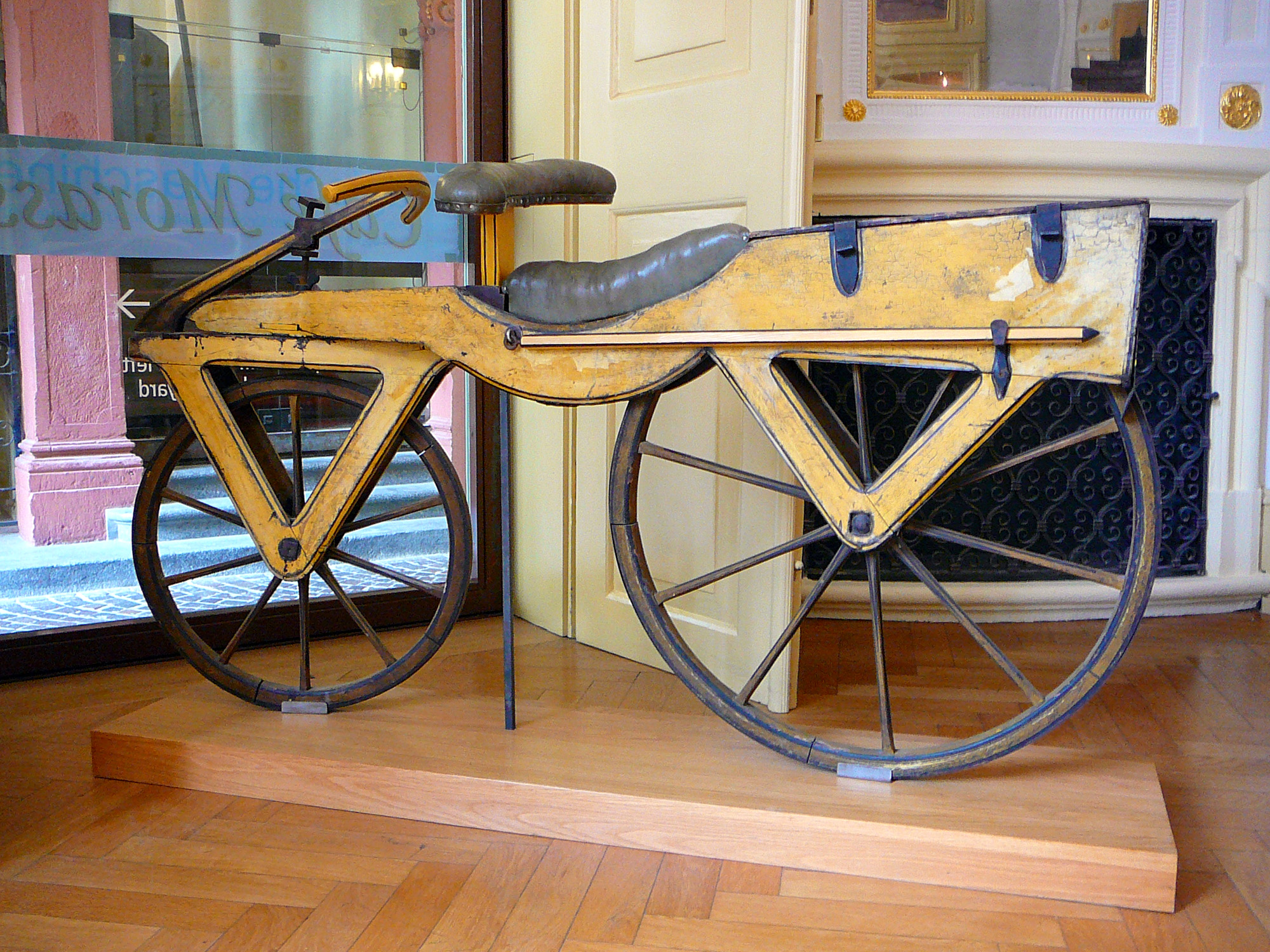
Esempio di Draisina

L'origine della prima bicicletta effettivamente utilizzata è da attribuirsi al barone Karl von Drais, un impiegato statale del Gran Ducato di Baden in Germania. Karl Drais inventò la sua  "Laufmachine" (macchina da corsa) nel 1817 che fu chiamata dalla stampa Draisine (in Italia draisina) però prima c'era il velocipede composto da due ruote e un pezzo di legno. Il maggiore miglioramento in questo progetto era l'aggiunta dello sterzo. Si dice che il suo interesse nel trovare un'alternativa all'uso del cavallo fosse dovuto all'inedia e alle frequenti morti dei cavalli causate dall'insufficienza dei raccolti del 1816 (il cosiddetto "anno senza estate").
Nel suo primo documentato viaggio da Mannheim, il 12 giugno 1817, coprì la distanza di 13 chilometri in meno di un'ora. La draisina di legno pesava 22 chili, aveva boccole d'ottone all'interno dei cuscinetti della ruota, un freno posteriore e 152 millimetri di avancorsa della ruota anteriore per ottenere un effetto auto-stabilizzante (effetto caster). La draisina era spinta in avanti facendo pressione per terra con i piedi;  i pedali furono aggiunti circa quarant'anni dopo. Questo progetto innescò una moda diffusa ma di breve durata. Molte migliaia di copie furono costruite e usate dappertutto e ciò viene considerato come l'origine del trasporto personale senza uso di cavalli.

## Il velocipede

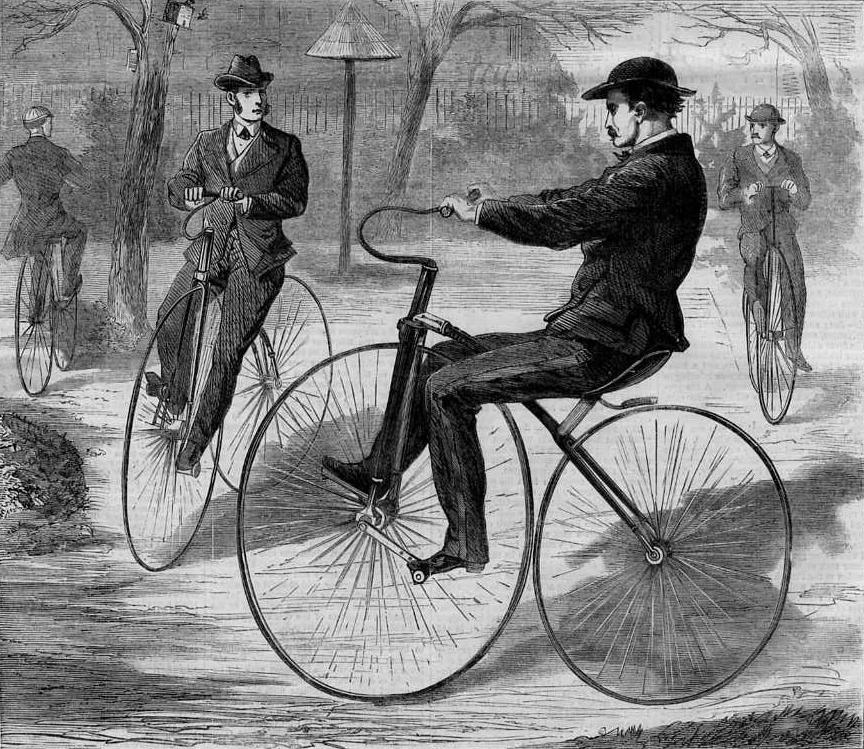
Velocipede

Il velocipede ebbe una rinascita a Parigi verso la fine degli anni 1860. Costituito da una ruota anteriore di diametro leggermente maggiore a cui erano ora connessi pedivelle e pedali, era chiamato le velocipede bicycle da cui il termine italiano biciclo. Le ruote erano in legno rivestite di ferro. L'origine dell'idea del biciclo è tuttora una questione aperta all'interno della ICHC, ma si è al momento d'accordo nel ritenere il 1864 come il primissimo anno della sua comparsa a Parigi.
I nuovi viali di Parigi pavimentati a macadam (un tipo di tecnica di costruzione stradale che consisteva di alcuni strati di sassi consolidati e livellati tramite compressore e dotata di canali di scolo laterali) avevano semplificato l'andare in velocipede, sebbene, imitando la tecnologia delle carrozze per la costruzione di massicci telai d'acciaio, il peso era raddoppiato a quasi 45 chili. Un'ulteriore comodità fu portata con l'introduzione di copertoni di gomma solida e del primo cuscinetto a sfere.
Necessitano una menzione anche i primi tentativi di introdurre la trazione posteriore per superare gli svantaggi di quella anteriore (la difficoltà nel mantenere la pedalata mentre si sterza e la velocità limitata), anche se dovranno passare altri 40 anni prima che questa si affermi definitivamente diventando d'uso comune. Qualcuno faceva uso di una catena, altri, di aste e pedivelle. A Kirkpatrick MacMillan, un fabbro scozzese, viene attribuito un progetto del 1839 di un velocipede a trazione posteriore ottenuta usando delle pedaliere fissate frontalmente che trasmettevano la potenza alla ruota posteriore tramite delle aste.

## Il biciclo

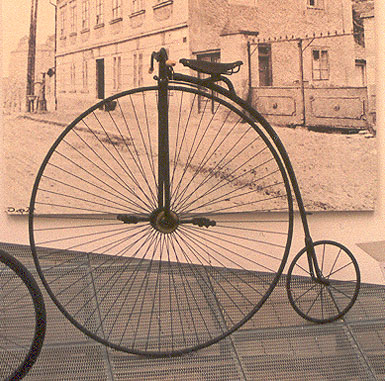
Un biciclo

Il biciclo fu la logica estensione del progetto della boneshaker. La ruota anteriore venne enormemente ingrandita fino al limite della misura interna della gamba del ciclista (maggiore era il diametro della ruota, più lontano si andava con una sola pedalata), quella posteriore fu accorciata ed il telaio reso più leggero. Nel 1869 Eugene Meyer inventò le ruote con i raggi e produsse un modello di High Bicycle fino agli anni 1880.
James Starley, a Coventry, aggiunse i raggi tangenti (offrono maggiore stabilità e resistenza alla ruota di quelli radiali) e lo scalino di monta alla sua famosa versione di High Bicycle chiamata Ariel o anche Ordinary. I cuscinetti a sfere (dal 1875), i copertoni solidi e i telai di acciaio a sezione cava divennero degli standard. A seconda della lunghezza della gamba del ciclista, la ruota anteriore ora poteva raggiungere un diametro fino a 1,5 metri. Erano perciò veloci ma anche insicure.
Il ciclista si trovava con il baricentro molto distante da terra, accovacciato in modo precario sopra la ruota anteriore. La bicicletta americana Star era derivata da una ordinaria invertendo l'ordine delle due ruote: ora però c'era il pericolo di cadere all'indietro quando si correva in salita.
Le persone più anziane e le donne preferivano invece i più stabili tricicli o quadricicli, come per esempio il Salvo Quadricycle di Starley, rinominato Royal Salvo in onore della regina Vittoria che ne usava uno.

## La safety bicycle

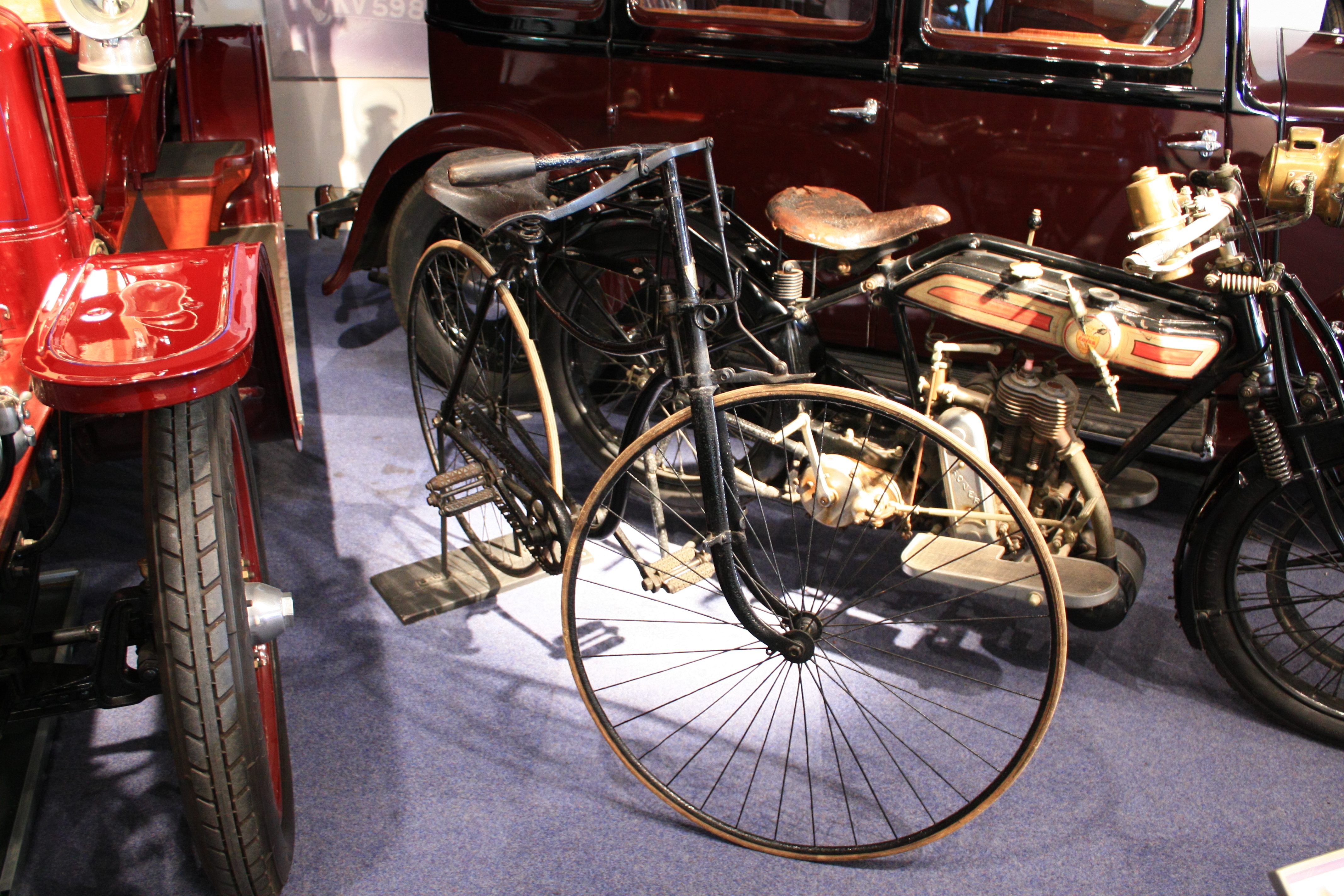
Bicicletta di sicurezza del 1888, esposta al Coventry Transport Museum

Nel 1884 John K. Starley realizzò a Coventry la prima "safety bicycle" ("bicicletta di sicurezza"), denominata "Rover", destinata a ottenere un enorme successo commerciale: antenata delle moderne biciclette, aveva ruote di dimensioni uguali e trasmissione a catena. L'invenzione dello pneumatico nel 1888, dovuta a John Boyd Dunlop, contribuì ad aumentarne il comfort.

## Biciclette da corsa, da montagna e ibride

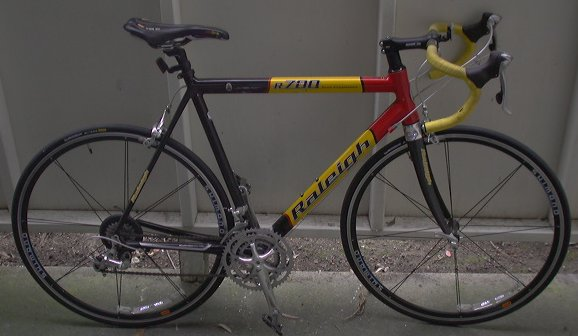
Una moderna bicicletta da corsa

Alla fine degli anni 1960, stimolato dalla crescente consapevolezza degli americani del valore dell'esercizio fisico, l'uso della bicicletta godette di una nuova popolarità. Le vendite raddoppiarono tra il 1960 ed il 1970, e raddoppiarono di nuovo tra il 1970 ed il 1972. La maggior parte delle biciclette vendute erano quelle da corsa. Queste bici più leggere, a lungo usate da ciclisti impegnati e da professionisti, erano dotate di manubri ricurvi, deragliatori da 5 a 15 velocità, ed un sellino più stretto. Alla fine degli anni 1980 le bici da corsa dominavano il mercato del Nord America e i vecchi modelli di bici uscirono dal mercato.

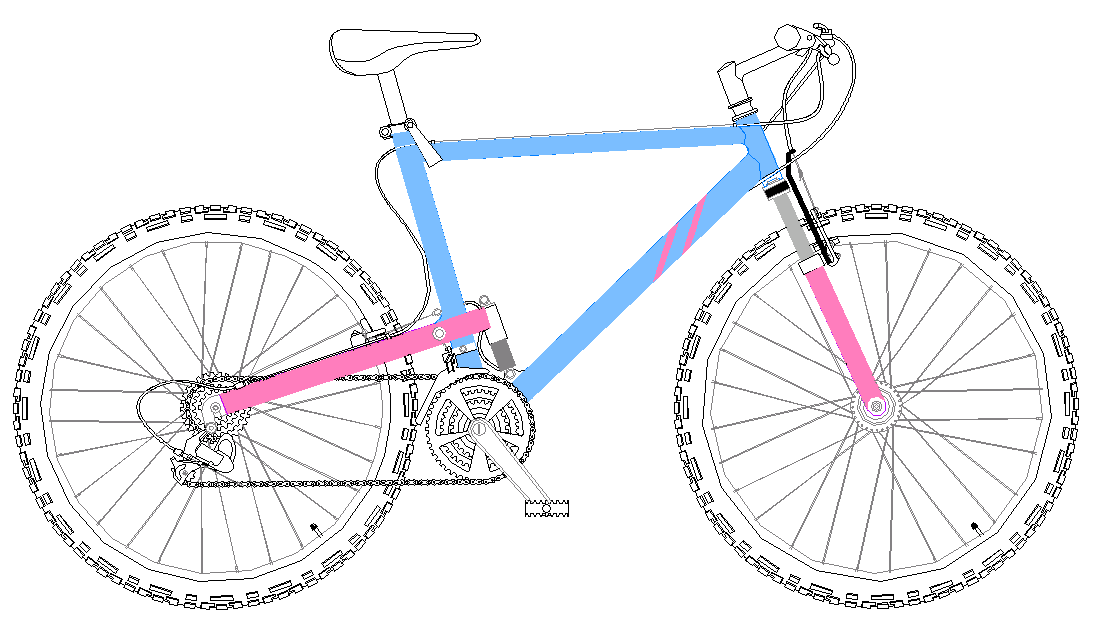
Schema di una mountain bike

Le mountain bike (bici da montagna, ma anche "rampichini") apparvero negli scaffali dei distributori verso la fine degli anni ottanta, quando l'evoluzione del ciclismo fuori strada e di altri sport estremi ne stimolò la popolarità. Queste bici presentavano telai più robusti, sospensioni più complesse, e la presa sul manubrio orientata in direzione perpendicolare all'asse della bicicletta per permettere al ciclista di resistere agli sbalzi in avanti durante le corse sui pendii sassosi. Nel 2000 le loro vendite avevano superato di molto quelle delle bici da corsa, che da allora sono usate solo da ciclisti su strada per le lunghe distanze. Gli anni recenti hanno visto in Nord America una reazione del consumatore, dato che i ciclisti occasionali hanno mostrato insoddisfazione sia per le pesanti mountain bike sia per i più fragili e qualche volta scomodi predecessori da corsa. I produttori allora hanno combinato il meglio dei due modelli. Durante questi anni di cambiamenti nel ciclismo americano, i ciclisti europei sono rimasti molto attaccati ai loro modelli confortevoli e leggeri, dotati di pratici accessori e di affidabili sistemi di cambio al mozzo posteriore. Nel 2011, complice del fatto anche la crisi economica, in Italia per la prima volta dal dopoguerra le vendite di biciclette hanno superato le immatricolazioni d'automobili.